# Qi Bo
Der Name Qi Bo (chinesisch 岐伯, Pinyin Qíbó) bedeutet „Großer Weiser“ und bezeichnet einen mythischen Arzt der chinesischen Frühzeit.

## Klassiker des Gelben Kaisers
Von Qi Bo (岐伯) wird im Huangdi Neijing (黄帝内经) berichtet, dem „Klassiker des Gelben Kaisers“. Dieses Werk gilt als eines der ältesten Bücher und wird datiert auf die Zeit ca.  475-221 v. Chr. Inhaltlich geht es um ein Zwiegespräch in Form eines Frage-Antwort-Dialoges wo Huang Di (黃帝) von seinen weisen Lehrmeister Qi Bo unterwiesen wird, vor allem über die Naturgesetzmäßigkeiten zwischen Mensch und Natur, Mensch und Himmel und wie man alle Kräfte in Harmonie miteinander bringen kann. Diese Fragen und Erkenntnisse bilden das Fundament der grundlegenden Philosophie der ursprünglichen Chinesischen Medizin.
Mit dem Ausdruck "Qi-Huang" (chinesisch 岐黃, Pinyin Qí-Huáng) sind beide Persönlichkeiten – Qi Bo und Huang Di – angesprochen: 岐(伯) 黃(帝). Bei Rüdenberg/Stange S. 142 unter Eintrag-Nr. 1780 findet sich die folgende Übersetzung: Die Ahnherrn der chines. Medizin: „Jünger des Äskulaps“.
Anders als bei Huang Di gibt es geschichtlich derzeit keine gesicherten Erkenntnisse, dass die Person Qi Bo tatsächlich real wäre. Außer in diesem Werk sind auch keine anderen Quellen bekannt, die auf Qi Bo Bezug nehmen. Interessant sind daher die Überlieferungen der Wu-Familie. Hier wird nämlich davon berichtet, dass im Laufe der Zeit das Kapitel Nummer 37, das „Huang Di Wai Jing“ (Wai Jing bedeutet „außerhalb“ – Nei Jing bedeutet „das Innere“) verloren ging. Bereits in der Fassung aus der Han-Dynastie vor ca. 2.200 Jahren lag dieses nicht mehr vor. Denkbar wäre es, dass es der Zensur und der größten Bücherverbrennung der chinesischen Geschichte zum Opfer gefallen war, die auf Befehl von Qin Shi Huang Di (誰像上帝 – sinngemäß bedeutend: „Am Anfang stehender erster Gott-Kaiser von Qin“) durchgeführt wurde, um das Wissen des „Alten Himmels“ endgültig auszulöschen und die Menschheitsgeschichte bei Null neu beginnen zu lassen.
Die Überlieferungen der Wu-Familie berichten davon, dass in diesem verloren gegangenem Kapitel die Lebensgeschichten von Lei Shen (der Donnergott), Yu Shen (der Jade-Gott), Huang Di (黃帝) und Qi Bo (岐伯) aufgeführt waren. Auch sollte aus diesen Aufzeichnungen hervorgehen, dass Huang Di und sein angeblicher Meister Qi Bo (岐伯) in Wahrheit ein und dieselbe Person wären. Der Dialog in dem Klassiker in Form von zwei Persönlichkeiten sollte lediglich der Veranschaulichung für Lernende sein, indem die Zusammenhänge und Prinzipien in einer Frage-Antwort-Konstellation aufgeführt wurden.
Des Weiteren soll in diesem fehlenden Kapitel aufgezeigt sein, dass Meister Qi Bo (岐伯) und Shennong ein und dieselbe Person sind. Dies lässt sich sehr gut nachvollziehen, wenn man sich die Lebensgeschichte beider Persönlichkeiten betrachtet, die erstaunliche Parallelen aufweist.